# Lista de bairros de Cariacica
lista de bairros da cidade de Cariacica, município do Espírito Santo. 

## Divisão por região
289 bairros em 13 regiões.

## Região 1
- Aparecida
- Del Porto
- Flexal I
- Flexal
- Modelo
- Morada Feliz
- Morro do Sesi
- Nova Canaã
- Porto de Santana
- Porto Novo
- Jardim Bela Vista
- Presidente Médice
- Retiro Saudoso
- Vila Oásis
- Vila Petrônio

## Região 2
- Bubu
- Campo Verde
- Campo Verde II
- Campo Verde III
- Campo Verde IV
- Cangaíba
- Chácara Campos Verdes
- Chácara Nacional
- Lago belo
- Modelo
- Morada do Porto
- Moxuara
- Novo Jardim
- Parque Nacional
- Parque Nacional II
- Planeta
- Santa Rosa
- Santana
- Santo Antônio
- Santo Antônio II
- São Carlos
- Tabajara
- Vila Graúna
- Vila Prudêncio

## Região 3
- Conjunto José Maria Ferreira
- Conjunto Residencial Aldeia
- Ferdinando Santório
- Itacibá
- Itanguá
- Itanguá de Dentro
- Itanguá do Meio
- Mata da Praia
- Nova Brasília
- Nova Valverde
- Oriente
- Residencial João Julião
- Residencial Jucutupe
- Rio Branco
- São Luiz
- São Silvestre
- Tucum
- Vila Bandeirantes
- Vista Alegre

## Região 4
- Balbino Residencial Park
- Bela Vista
- Campo Grande
- Conjunto Residencial Cristo Redentor
- Cruzeiro do Sul
- Daher
- Dom Bosco
- Flórida
- Laranjeiras[3]
- Residencial Dona Augusta
- Santa Cecília
- Santa Cecília II
- Santa Fé
- Santa Luzia
- São Conrado

- São Francisco
- São Geraldo
- São Rafael
- Vera Cruz
- Vila Capixaba
- Vila Palestina
- Vila Rica

## Região 5
- Alto Boa Vista
- Alto Lage
- Chácara Maria Helena
- Expedito
- Itaquari
- Morro da Companhia
- Sotema

## Região 6
- Bandeirante
- Bela Aurora
- Boa Sorte
- Boa Vista
- Caramuru
- Cordovil
- Cordovil II
- Jardim América
- Progresso
- São Rafael
- São Tiago
- Siderúrgica
- Sítio Velho
- Sotelândia[4]
- Sotelândia II
- Sotelândia III
- Vale Esperança
- Valparaíso
- Vasco da Gama
- Vila Feliz
- Vista Mar

### Bairros extintos
- Ipiranga [Dissolvido e integrado ao bairro Vista Mar]
- Marinho [Dissolvido e integrado aos bairros Bela Aurora e Vista Mar]
- São Bernardo [Dissolvido e integrado ao bairro Vista Mar]
- Vale do Rio Marinho [Dissolvido e integrado ao bairro Vista Mar] [5]

## Região 7
- Alto Boa Vista
- Bela Vista
- Caçaroca
- Castelo Branco
- Chácara Cachoeirinha I
- Chácara Cachoeirinha II
- Chácara Coqueiral
- Chácara União
- Jardim Botânico
- Jardim Botânico I
- Jardim Botânico II
- Jardim de Alah
- Jardim de Alah I
- Juscelino Kubischek
- Liberdade
- Nelson Ramos
- Nelson Ramos I
- Nelson Ramos II
- Nelson Ramos III
- Otto Ramos
- Rio Marinho
- Rio Marinho I (Alzira Ramos)
- Rio Marinho II(Alzira Ramos)
- Santa Catarina
- Santa Catarina I
- Santa Catarina II
- Santa Catarina III
- Santa Paula
- Santa Paula I
- Setor Barbados
- Vila Reges
- Vista Linda

## Região 8
- Nova Esperança
- Nova Rosa da Penha I e II (Itaenga)
- Padre Matias (Pica-Pau)
- Vila Cajueiro
- Vila Progresso
- Vila Progresso I
- Vila Progresso II

## Região 9
- Alice Coutinho
- Andorinhas
- Antônio Ferreira Borges
- Areinha
- Cariacica Sede
- Chácara Bela Vista
- Chácara Bem-Ti-Vi
- Coqueiros
- Dilson Funaro
- Limão
- Morada do Lago
- Morrinhos
- Morro dos Lagos
- Morro Novo
- Nova República
- Paque de Cariacica
- Porto Belo
- Porto de Cariacica
- Prolar
- Residencial Morrinhos
- Residencial Primavera
- Residencial Prolar
- Santa Helena
- Santa Luzia
- São João Batista
- Vila Merlo

## Região 10
- Alto Mucuri
- Beira Rio
- Chácara Beira Rio
- Chácara Horizonte
- Domingos Martins
- Flor de Piranema
- Jardim Beira Rio
- Monte Claro
- Moscon
- Mucuri
- Nova Campo Grande
- Novo Brasil
- Novo Horizonte
- Operário
- Paraíso
- Parque do Contorno
- Pingo de Ouro (atual Mucuri)
- Piranema
- Piranema I
- Piranema II
- Residencial Horizonte
- Residencial Jardim Piranema
- Santa Anatália
- São Gonçalo
- Speroto
- Vale dos Reis
- Vila Independëncia
- Vila Alegre
- Vista da Serra
- Vista Dourada

## Região 11
- Campo Belo 2
- Chácara Padre Gabriel
- Chácaras do Sul
- Itapemirim
- Jardim dos Palmares
- Loteamento Residencial Emídio
- Maracanã
- Morada de Campo Grande
- Morada de Campo Grande I
- Morada de Campo Grande II
- Morada de Campo Grande III
- Padre Gabriel
- Padre Gabriel II
- Parque Residencial Maracanã
- Recanto Saudoso
- Residencial Morada de Campo
- Rosa da Penha

- Santo Amaro
- São Benedito
- São Geraldo II
- Universitário
- Vila Isabel

## Região 12
- Campina Grande
- Campo Novo
- Chácara Campo Novo
- Chácara Parque Gramado
- Chácara Sol da Manhã
- Estrela Dalva
- Estrela Dalva II
- Flor do Campo
- Jardim Campo Grande
- Parque Gramado
- Residencial Colina
- Santa Bárbara
- Santo André
- São Vicente
- Residencial Tiradentes (Abrange antigos Colina/Estrela do Sul)
- Vila Nova
- Vila Rica

## Região 13 - Rural

### Setor 1
- Alegre
- Boa Vista
- Encantado
- Mumbeca
- Munguba
- Roda D´Água
- Taquaruçu
- Trincheira

### Setor 2
- Azeredo
- Boca do Mato
- Cangaiba
- Moxuara
- Roças Velhas

### Setor 3
- Aritoá
- Destacamento de Baixo
- Destacamento de Cima
- Duas Bocas
- Morro do Óleo
- Patioba
- Sertão Velho
- Limão

### Setor 4
- Cachoeirinha
- Maricará
- Sabão

### Setor 5
- Capoeira Grande
- Ibiapaba 2

### Setor 6
- Biririca
- Boqueirão
- Pau Amarelo
- Taquaruçu